# 八島光
八島 光(やしま みつ、英語: Yashima Mitsu 1908年10月11日 - 1988年12月7日）は、日本出身でアメリカ合衆国で活動した芸術家（画家）、活動家。夫（のち事実上離婚）は八島太郎。子女として信（マコ岩松）と八島桃(本名：岩松桃子）がいる。本名は笹子智江（八島太郎との結婚後は岩松姓）で、「新井光子」を名乗った時期もある。

## 生涯

### 生い立ち
1908年に母の実家のあった東京市赤坂で生まれる。8人きょうだい（上4人が女子、下4人が男子）の次女だった。父の笹子謹（ひとし）は千葉県出身で大阪高等工業学校卒業後、大阪鉄工所（現・日立造船）に就職し、光の出生当時は広島県因島にある備後船渠に勤務していた。光はその後母とともに因島に移り、小学5年生まで生活する。父は因島居住中に大阪鉄工所因島分工場の甲板技師長、さらに備後船渠工場長へと昇進した。第一次世界大戦による造船景気もあり、笹子家は島では厚遇を受ける。謹は学生時代に川口居留地にあった安治川教会でキリスト教に入信しており、因島居住当時は伝道船で日本各地を巡っていたルーク・ワシントン・ビッケルの来訪を一家で心待ちにしていたという。小学校では成績優秀で、父とは親密だった。しかし、第一次世界大戦終結に伴う不況で造船所の経営が悪化、工場長となっていた謹は人員削減の任を負う形になり、光は「好きな人びとを窮地におとし入れる父に賛成することはできなかった」と距離を置くようになった。
小学6年生の時、女子聖学院に進学する姉とともに上京し、地元の小学校に通いながら祖母・伯母と生活する。しかし翌年、父が大阪鉄工所の大阪本社神戸出張所長に栄転したことで神戸市郊外に移り、当初は梅花女学校に通ったが、2年生から編入試験に合格した神戸女学院に転校する。在学中の成績は裁縫を除いてほぼトップクラスを維持する一方、自己主張が強く「純情だが非常識なところあり」と担任教員に記載されたこともあった。卒業式では授与された証書を「こんなものはなんにもならない」と言ってクシャクシャにしたという。
光は医師志望であったが、女性医師養成学校が少なかったことなどから断念し、1926年4月、画家になることを勧めた父が紹介した文化学院美術部に進学した 。この進学は、父と断絶状態にあった光にとり、実家から出る希望にかなうものであった。

### 文化学院から社会運動へ
東京では女子聖学院の寮に住みながら文化学院に通い、与謝野晶子、末弘厳太郎らの教員たちから感化を受ける。一方、在学中に学連運動の勉強会にも参加する。光は警察に検挙されることなく文化学院を卒業して、女子聖学院附属幼稚園の教員を務める傍ら、日本プロレタリア美術家同盟研究所に出入りした。この結果幼稚園に警察が調べに来たことで職を追われる。研究所に漫画講師として通っていた八島太郎（岩松淳）と知り合い、1930年4月に兵庫県御影町の実家にて（父の勧めにより）簡素な結婚式を挙げた。その半年後から光は南葛飾郡（現・葛飾区）で小作争議の支援としてピオニール運動などに加わる（全国農民組合東京府連合会書記だった）。この時期には「新井光子」を名乗っていた。また、「プロレタリア美術展」に夫の太郎とともに作品を出展した。こうした状況で日本プロレタリア作家同盟や日本プロレタリア演劇同盟等の参加者の知遇を（夫ともに）得て、特に中條百合子とは親密な関係となる。1931年には長男・正（しょう）が誕生する。だが、正は社会主義運動との両立のために預けた先で夭逝する。正が死亡したのは1933年5月だった。二人目の子どもを宿してまもなく、光は夫ともに大崎警察署の特別高等警察により検束される。逮捕されたのは1933年6月で、日本プロレタリア文化連盟（コップ）弾圧の最終段階で手が及んだものだった。拘束は3か月に及び、転向手記を書けば釈放されるという誘いにもすぐには応じなかったが、父が面会に来たことを期に（胎児が成長して狭い雑居房での生活に不自由したこともあって）執筆に応じ、1933年10月に釈放された。御影の実家に戻り、12月10日に次男の信（マコ岩松）が誕生する。太郎は遅れて翌年2月に釈放されると光の元に身を寄せた。

### 渡米まで
釈放された光と太郎はともに健康を害しており、光の御影の実家で療養生活を送る
。健康を回復すると、夫妻は実家近くの借家に転居し、ともに絵の勉強に励んだ。因島や笠戸島に半年間滞在して毎日絵を描く生活をした。謹は夫妻の生活を支援する一方、自社で作る船に太郎の絵を描かせたり、自宅のアトリエに開いた画塾の講師を二人にさせたりした。御影時代に光は3人目の子となる滉（あきら）を出産したが、疫痢のため生後まもなく死去した。この時期には夫婦仲は円満ではなく、画論をめぐって喧嘩（太郎は暴力も振るったとされる）となったり、生活方針についても意見が食い違った。だが、日中戦争が勃発したことで太郎が徴兵される不安を二人は抱く。そんな折に謹が信を預かる形で二人に渡米を持ちかけ（謹の知人の船会社社長の便宜だった）、パスポートを沢田廉三（光の姉の嫁ぎ先と縁戚関係にあった）経由で入手して、1939年3月に夫妻は川崎汽船の貨物船君川丸に便乗する形で横浜港から日本を後にした。

### アメリカ時代
サンフランシスコに立ち寄ってから1939年4月にニューヨークに到着する。ハーレム近くの貧民街に住み、美術館通いやスケッチに明け暮れた。二人の査証は期限6か月の一時滞在用で、それを延長しながら現地の上流日本人に絵を売ってアート・スチューデンツ・リーグ・オブ・ニューヨークに通った。領事館は二人に冷淡で、より長期の滞在となる学生資格を得るためアメリカ合衆国政府に嘆願書を書き、3年滞在の資格を許可された。光はのちにニューヨーク時代に太郎と笑い合った経験について「あのころがいちばんたのしかったなあ」と語っている。その後太郎の個展で得た収入で5番街近くに転居し、しばらくは内職をする切り詰めた暮らしだったが、やがて太郎の画業が認められ、生活は安定に向かった。
一方、下層の移民出身でアメリカ共産党関係者も多かった「ダウンタウン・アカ」と呼ばれた在米日本人（芸術家も複数いた）からは半ば敵意を持った視線が（主に太郎に）向けられ、在米日本人との交友は「ひとにぎりのリベラリスト」に限られた。中でも特に朝日新聞特派員だった森恭三とは懇意だった。
1941年の太平洋戦争開戦後、アメリカ東部では全面的な日系人収容はなく、1942年に交換船の話が来た際に太郎は光だけを帰国させようとしたが、絵の勉強と両親が信を守るという信念から光は残留を主張、そのまま夫妻で残った。光は開戦直前に父から届いた手紙に「子どもがだれひとりお国のために尽さないから、ぼくは北支でご奉公してくる」とあったことを自らの転向手記と結びつけ、さらにアメリカ軍が日本人を殺していることに沈鬱な感情を抱いた。逆に太郎は日本の軍国主義を風刺する絵を描き始め、それを持って戦時情報局（OWI）に売り込みをかけ、1942年6月に職を得る。しかし発足間もないOWIスタッフの日本に対する認識や理解は乏しく、それが我慢できずに7か月で自ら退職した。太郎はアメリカ人に「戦争を嫌う日本人」がいることを知ってもらおうと絵物語『あたらしい太陽』の執筆に着手し、その間家計は光が描いたデッサンを売り歩いて支え、光自身は望む絵を描けなかった。1943年11月に刊行された『あたらしい太陽』（本作より「八島太郎」の筆名を使用）は大きな反響を呼び、翌1944年に太郎はワシントンD.C.郊外の戦略情報局（OSS）に雇われる。ジョー・コイデ（鵜飼信道）を中心とした太郎たちの対日工作チームは、同年末にロサンゼルスに移動して日本兵向けの宣伝ビラ作成に当たる。ジョー・コイデは翌年4月サンフランシスコに放送班を作ると、ワシントン郊外に残っていた光を呼び寄せて、放送用レコードのナレーションに起用した。実際に日本に向けて放送されたかどうかははっきりしていない。
終戦後、太郎は米国戦略爆撃調査団の一員として6年ぶりに帰国し、信とも再会する。太郎は1946年1月に帰米する。再び同居生活が始まっても、二人の関係は様々な価値観の違いから決して円滑ではなかった。しかし光が4人目の子となる娘・桃を懐妊・出産したことで、光は離婚を思いとどまり、その後信もアメリカの両親の元に移住し、9年ぶりに一家が揃った。一家は再びニューヨークで生活した。その後太郎はカリフォルニア州の財団から招聘されて、ロサンゼルス郊外に住みながら1年間生活費付きで絵を描く機会を得る。ここで描いた作品がロサンゼルス・カウンティ美術館の展覧会で銀賞を得て、賞金600ドルが与えられた。太郎はこの賞金で、気に入ったロサンゼルスに家族を呼び寄せ、額縁を売る店で生計を立てながら絵本を執筆、それらは好評を得て絵本作家としての地位を確立した。
この間、1955年に夫婦で芸術研究所を開設した。光は1962年と1967年に日本に帰国したが、高度経済成長期の日本に失望する面が多かったという。ただ、無知を恥じて自信のない「いなか者」がいなくなったことには好感を抱いた。また、1967年の帰国時には父・謹の肖像画を描いている。
光は太郎の生活・芸術での価値観の違いや女性関係を知りつつ同居生活を続けていたが、桃が20歳になって親元を離れた1968年春に「これから絵かきになります」と述べてサンフランシスコに移り、事実上離婚した。すでに光はキューバ危機やベトナム戦争の社会不安の中、女性反核運動家のダグマー・ウィルソンの絵（写真を元に描いた）を皮切りに1963年頃から描画を再開し、研究所（八島美術研究所）から離れた借家で絵を描いていた。サンフランシスコで光はアートやコミュニティ活動（日系三世との交流活動など）、市民活動（ベトナム反戦運動など）に専念した。1976年、彼女はマンザナー強制収容所を舞台にしたテレビ映画『マンザナールよさらば』に出演し、子供たちと共演した。太郎と別れて数年後に桃がロサンゼルスで結婚式を挙げた際には、太郎とともに参列した。
1979年に宇佐美承が光の元を訪れた際には、5、6年おきに日本に帰っているが「国民が政府のためにある」日本は嫌いだと述べ、「神戸でそだったわたしには故郷がないのよね」と話した。当時、アメリカ国籍の取得に動いていたという（実際に取得したかどうかは不明）。
健康状態の悪化に伴い、1983年にロサンゼルスに戻り、1988年12月7日に亡くなるまで桃と一緒に暮らした。死因は肺癌で、信と桃がサンフランシスコよりも気温の高いロサンゼルスに太郎には内密に連れてきたという。容態が悪化して看護病院に入院後に死去した。フィリピンでの仕事のために臨終に立ち会えなかった信の帰国を待って家族葬が営まれ、太郎も車椅子に乗って参列し、その心情を詠んだ2首の俳句を書き残している。

## 著書（日本語版）
※いずれも太郎との共著
- 『Plenty to Watch』の日本語版『道草いっぱい』、マコ岩松訳　創風社、1998年 ISBN 978-4883520015
- 『Momo's Kitten』の日本語版『モモのこねこ』偕成社、2009年 ISBN 978-4032027303

この2冊で光が担当したのは「小さなカットや裏表紙」であった。光の参加は絵本の共同制作を望んだ太郎の意向だったが、太郎自身の幼少期に根ざした絵本が多かった中で「それは不可能だった」と宇佐美承は記している。